# 43ª Mostra internazionale d'arte cinematografica di Venezia
La 43ª edizione della Mostra internazionale d'arte cinematografica di Venezia si svolse a Venezia, Italia, dal 30 agosto al 10 settembre del 1986. Fu l'ultima edizione diretta da Gian Luigi Rondi.
La retrospettiva fu dedicata a Glauber Rocha. Tra i film proiettati fuori concorso, Aliens di James Cameron, Pericolosamente insieme di Ivan Reitman, Grosso guaio a Chinatown di John Carpenter e Mélo di Alain Resnais. L'edizione è ricordata soprattutto per la clamorosa decisione di Rondi di escludere Velluto blu di David Lynch.

## Giuria
- Alain Robbe-Grillet (presidente, Francia), Chantal Akerman (Belgio), Jörn Donner (Finlandia), Pál Gábor (Ungheria), Román Gubern (Spagna), Pontus Hultén (Svezia), Alberto Lattuada, Nanni Moretti (Italia), Nelson Pereira dos Santos (Brasile), Eldar Shengelaia (URSS), Fernando Ezequiel Solanas (Argentina), Peter Ustinov (Gran Bretagna), Bernhard Wicki (Germania Ovest), Catherine Wyler (USA).

## Sezioni

### Film in concorso
- Amorosa di Mai Zetterling (Svezia)
- Camera con vista (A Room with a View) di James Ivory (Gran Bretagna)
- Il colombo selvatico (Čužaja belaja i rjaboj) di Sergej Solov'ëv (URSS)
- Das Schweigen des Dichters (t.l. Il silenzio del poeta) di Peter Lilienthal (Germania Ovest)
- Die Reise (t.l. Il viaggio) di Markus Imhoof (Germania Ovest/Svizzera)
- Il fratello bastardo di Dio El hermano bastardo de Dios di Benito Rabal (Spagna)
- Fatherland di Ken Loach (Gran Bretagna)
- Idö van (t.l. Tempo) di Péter Gothár (Ungheria
- Proteggimi, mio talismano (Khrani menya, moy talisman) di Roman Balayan (URSS)
- Ripresa finale (Kinema no tenchi) di Yōji Yamada (Giappone)
- C'era una volta un re - La película del rey (La película del rey) di Carlos Sorín (Argentina)
- La puritana (La puritaine) di Jacques Doillon (Belgio/Francia)
- Il raggio verde (Le rayon vert) di Éric Rohmer (Francia)
- Il castello (Linna) di Jaakko Pakkasvirta (Finlandia)
- Il volo (O melissokomos) di Theo Angelopoulos (Grecia)
- Nel giorno di San Valentino (On Valentine's Day) di Ken Harrison (USA)
- La vita di Gauguin (Oviri) di Henning Carlsen (Danimarca/Francia)
- Regalo di Natale di Pupi Avati (Italia)
- Romance di Massimo Mazzucco (Italia)
- Round Midnight - A mezzanotte circa ('Round Midnight - Autour de minuit) di Bertrand Tavernier (Francia/USA)
- Storia d'amore di Francesco Maselli (Italia)
- Werther di Pilar Miró (Spagna)
- X di Oddvar Einarson (Norvegia)

### Film fuori concorso
- Heartburn - Affari di cuore (Heartburn) di Mike Nichols (USA)
- La Storia di Luigi Comencini (Italia)
- Mélo di Alain Resnais (Francia)
- Mon cas di Manoel de Oliveira (Portogallo)

### Venezia Speciali
- '38 di Wolfgang Glück
- Demoner di Carsten Brandt
- Kan di Şerif Gören
- Le Paltoquet di Michel Deville
- Terra promessa (Obećana zemlja) Veljko Bulajić
- Al-Bidaya di Salah Abu Seif - Omaggio a Salah Abouseif

### Venezia Spazio Libero degli Autori
- Acta general de Chile di Miguel Littín
- Anemia di Alberto Abruzzese e Achille Pisanti
- Der Fall Franza di Xaver Schwarzenberger
- Lo scambista (De wisselwachter) di Jos Stelling
- Ein Blick und die Liebe bricht ausdi Jutta Brückner
- Embriók di Pál Zolnay
- Il sapore del grano di Gianni Da Campo
- Innocenza di Villi Hermann
- Miss Mary di María Luisa Bemberg
- Oi kekarmenoi di Dimitris Makris

### Venezia Documenti
- Anni luce di Gian Vittorio Baldi
  - Ghette, feluche e bombette
  - La guerra: tutto va ben, madama la marchesa
  - La Repubblica di Salò: l'ultima spiaggia
  - Vigilia d'armi
- Regia di William Wyler (Directed by William Wyler) di Aviva Slesin
- Hotel delle ombre di Stefano Masi e Stephen Natanson
- Il mestiere dello sceneggiatore di Massimo Pirri
- Arriva Frank Capra di Gianfranco Mingozzi
- Tonino Guerra: caffè sospeso di Herbert Fell e Joseph Schellensattl
- Wenders in Video di Andrea Marfori

### Venezia Giovani
- A proposito della notte scorsa... (About Last Night...) di Edward Zwick
- Aliens - Scontro finale (Aliens) di James Cameron
- Grosso guaio a Chinatown (Big Trouble in Little China) di John Carpenter
- Pericolosamente insieme (Legal Eagles) di Ivan Reitman
- Nanou di Conny Templeman
- Ping Pong di Po-Chih Leong
- Per favore, ammazzatemi mia moglie (Ruthless People) di Zucker-Abrahams-Zucker
- Corto circuito (Short Circuit) di John Badham
- American Way - I folli dell'etere (The American Way) di Maurice Phillips
- Jubiabá di Nelson Pereira dos Santos - Omaggio a Nelson Pereira dos Santos

### Venezia TV
- Il sigillo dell'assassino (Badge of the Assassin) di Mel Damski
- Christmas Present di Tony Bicât
- Il segno (De två saliga) di Ingmar Bergman
- Erdsegen di Karin Brandauer
- Il cugino americano di Giacomo Battiato
- Laghi profondi di Bruno Soldini
- L'inconnue de Vienne di Bernard Stora
- L'ultima mazurka di Gianfranco Bettetini
- The Death of the Heart di Peter Hammond
- The Insurance Man di Richard Eyre
- Tramp an the Door di Allan Kroeker

### Venezia De Sica
- 45º parallelo di Attilio Concari
- Castighi di Giorgio Lòsego e Lidia Montanari
- La casa del buon ritorno di Beppe Cino
- La seconda notte di Nino Bizzarri
- Una domenica sì di Cesare Bastelli

### Settimana Internazionale della Critica
Rassegna di film, opere prime, autonomamente selezionati da una commissione nominata dal Sindacato Nazionale Critici Cinematografici Italiani secondo un proprio regolamento. Delegato generale: Giorgio Tinazzi. Commissione di selezione: Roberto Ellero, Enrico Magrelli, Emanuela Martini, Morando Morandini.
- Abel di Alex van Warmerdam
- Il disordine (Désordre) di Olivier Assayas
- Malcolm di Nadia Tass
- Massey Sahib di Pradip Krishen
- Sembra morto... ma è solo svenuto di Felice Farina
- Walls of Glass di Scott D. Goldstein
- Yumemiru yôni nemuritai di Kaizô Hayashi

## Premi

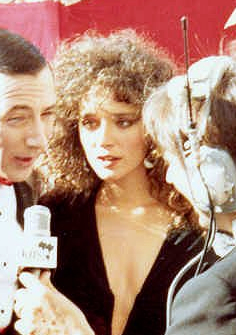
Valeria Golino, Coppa Volpi 1986

- Leone d'oro: Il raggio verde (Le rayon vert) di Éric Rohmer
- Gran Premio speciale della Giuria: Il colombo selvatico (Čuzaja, belaja i rjaboj) di Sergei Solov'ëv e Storia d'amore di Francesco Maselli (ex aequo)
- Coppa Volpi al miglior attore: Carlo Delle Piane per Regalo di Natale
- Coppa Volpi alla miglior attrice: Valeria Golino per Storia d'amore
- Leone d'oro alla carriera: Paolo e Vittorio Taviani
- Leone d'argento per la migliore opera prima: C'era una volta un re - La película del rey (La película del rey) di Carlos Sorín
- Premio speciale: X di Oddvar Einarson